# Портер, Скотт
Мэттью Скотт Портер (англ. Matthew Scott Porter; 14 июля 1979, Омаха, Небраска, США) — американский актёр. Получил известность благодаря фильмам «Выпускной», «Дорогой Джон» и «Спиди Гонщик».

## Карьера
В студенческие годы в университете Центральной Флориды участвовал в качестве певца и битбоксера («вокального ударника») в акапелла-группе 4:2:Five, впоследствии переименованной в VoicePlay.
В кино дебютировал эпизодической ролью в сериале «Как вращается мир» в 2006 году. В этом же году снимался в таких сериалах как «Дневники Брэдфорда», «Дурнушка» и «Огни ночной пятницы», который принес ему известность.
Также снимался в фильмах «С глаз — долой, из чарта — вон!», вышедшем в 2007 году, «Хороший парень» и «Бэндслэм» в 2009 году. С 2011 года по 2015 год играл одну из главных ролей в сериале «Зои Харт из южного штата» на телеканале The CW.
В 2013 году озвучивал Люка в видеоигре The Walking Dead: Season Two.
С 2015 году озвучивал Лукаса в видеоигре Minecraft: Story Mode.

## Личная жизнь
В апреле 2013 года женился на Келси Мэйфилд. 23 мая 2015 года родился их сын МакКой Ли Портер. 10 августа 2017 года у пары родилась дочь Кловер Эш Портер.

## Фильмография
| Год       |   | Русское название                | Оригинальное название | Роль                                       |
| --------- | - | ------------------------------- | --------------------- | ------------------------------------------ |
| 2006      | с | Дурнушка                        | Ugly Betty            | Гай                                        |
| 2006      | с | Дневники Брэдфорда              | The Bedford Diaries   | Джейсон Миллер                             |
| 2006      | с | Как вращается мир               | As The World Turns    | Кейси Хагс                                 |
| 2006      | с | Огни ночной пятницы             | Friday Night Lights   | Джейсон Стрит                              |
| 2007      | ф | С глаз — долой, из чарта — вон! | Music and Lyrics      | Колин Томпсон                              |
| 2008      | ф | Спиди Гонщик                    | Speed Racer           | Рекс Рейсер                                |
| 2008      | ф | Выпускной                       | Prom Night            | Бобби                                      |
| 2009      | с | Робоцып                         | Robot Chicken         | Великан, гонщик Х, президент NASCAR, Кимбл |
| 2009      | ф | Бэндслэм                        | Bandslam              | Бен Уэтли                                  |
| 2009      | ф | Хороший парень                  | The Good Guy          | Томми Филдинг                              |
| 2009      | ф |                                 | Master Work           | Шон Феттерс                                |
| 2010      | с | Каприка                         | Caprica               | Нестор Уиллоу                              |
| 2010      | с | Хорошая жена                    | The Good Wife         | Блэйк Кэламар                              |
| 2010      | ф | Дорогой Джон                    | Dear John             | Рэнди                                      |
| 2011      | с | Marvel Anime                    | Marvel Anime: X-Men   | Скотт Саммерс / Циклоп                     |
| 2011—2015 | с | Зои Харт из южного штата        | Hart of Dixie         | Джордж Такер                               |
| 2016      | с | Скорпион                        | Scorpion              | Тим Армстронг                              |
| 2019      | с | Почему женщины убивают          | Why Women Kill        | Ральф Власин                               |
| 2021      | с | Люцифер                         | Lucifer               | Кэрол Корбетт                              |
| 2021      | с | Джинни и Джорджия               | Ginny & Georgia       | Пол Рэндольф                               |